# 北九州市立二島小学校
北九州市立二島小学校（きたきゅうしゅうしりつ ふたじましょうがっこう）は、福岡県北九州市若松区東二島5丁目にある市立小学校。

## 沿革
- 1954年 - 若松市立藤木小学校二島分校開校
- 1955年 - 藤木小学校から独立
- 1958年 - 花房小学校から校区を一部編入
- 1963年2月10日 - 北九州市立二島小学校に改称
- 1984年 - 鴨生田小学校を分離

## 概要

### 校区
- 赤岩町の一部・西天神町の一部・東二島1-5丁目・二島1丁目の一部・二島2丁目の一部・南二島1-5丁目・大字二島の一部

### 卒業後の進路
- 北九州市立二島中学校

## 周辺の施設
- 北九州市立二島中学校
- 高稜高等学校

## 周辺の道路
- 国道199号

## 出身有名人
- 本山雅志（プロサッカー選手／鹿島アントラーズ・元日本代表）
- 宮原裕司（元プロサッカー選手／アビスパ福岡）
- 山形恭平（元プロサッカー選手／アビスパ福岡）
- 山形辰徳（プロサッカー選手／アビスパ福岡）
- 伴大吾（元吉本新喜劇の座員）
- 大江慎也（ミュージシャン）